# Язва (деревня)
Я́зва — деревня в Карамышевской волости Псковского района Псковской области России.
Расположена в 5 км к западу от волостного центра, села Карамышево, и в 20 км к востоку от Пскова. К северу проходит железная дорога Псков — Порхов — Дно.